# Romilly-sur-Seine-2 (tổng)
Tổng Romilly-sur-Seine-2 là một tổng của Pháp nằm ở tỉnh Aube trong vùng Grand Est.
Tổng này được tổ chức xung quanh Romilly-sur-Seine ở quận Nogent-sur-Seine. 

## Hành chính
| Giai đoạn | Ủy viên    | Đảng | Tư cách |
| --------- | ---------- | ---- | ------- |
| 2004-2010 | Joë Triché | PCF  |         |

## Các đơn vị hành chính
| Xã                | Dân số     | Mã bưu chính | Mã insee |
| ----------------- | ---------- | ------------ | -------- |
| Romilly-sur-Seine | 14 616 (1) | 10100        | 10323    |

(1) một phần xã.